# 詹姆斯河種植園
詹姆斯河種植園建立在維吉尼亞殖民地，沿著詹姆斯河，在漢普頓錨地和今天的里士滿中間。
在17和18世紀早期，河就是商務的高速公路，所以大部分的種植園都是建在河的北部和南部，多數的都有自己的碼頭。

## 現存的種植園
一些現存的詹姆斯河種植園是沿著這維吉尼亞州際高速公路5。非政府擁有，而且當地人每天開放，和會向遊客收不同的入場費。
從西部到東部列出：
雪莉種植園(Shirley)，1613年被安定，是在維吉尼亞最古老的種植園和在北美洲最古老的擁有這事務的家庭，建於1638年。自1738 年以後，這種植園就一直由Hill和他們的後裔管理。1793年出生在雪莉種植園的有聯盟國將軍羅伯特·李的母親。雪莉種植園被選定為全國歷史性古蹟。它的開放時間為每日上午9:00到下午5:00。
柏克來種植園是獨立聲明的簽名人和美國總統的出生地。他就是班哲明，柏克來建造者的兒子和種植園的第二個擁有者，和三次當上了維吉尼亞的州長。威廉·亨利·哈里森是班哲明的第三個兒子，第九任美國總統，1841年。他的孫子，班哲明‧哈里森是第23任總統。在1619年12月4日，早期英國殖民者來到了柏克，舉行了第一個正式的感恩節。它的開放時間為每日上午8:00到下午5:00。
韋士托夫種植園在大約1730由威廉修建，他是里士滿的創建者。它的特顯地方是它的隱藏的甬道、壯觀的庭院和細膩的建築。它的開放時間為每日上午9點到下午6點，但房子就不是對外開放的。

## 成了歷史的種植園
大多數在詹姆斯河附近的種植園斬被南部的維吉尼亞州際高速公路10‘吞噬’，成為了歷史。
這些都是在南邊的種植園，從東向西，有：
1. 史密斯堡種植園 (Smith's Fort Plantation)
2. 培根堡 (Bacon's Castle)
3. 奇波克斯種植園(現在奇波克斯農場州立公園) (Chippokes Plantation, Chippokes Plantation State Park)
4. 克萊爾門莊園 (Claremont Manor Plantation)
5. 布蘭登種植園 (上游) (Upper Brandon Plantation)
6. 布蘭登種植園 (下游) (Lower Brandon Plantation)
7. 福樓多種植園 (Flowerdew Hundred Plantation)
8. 阿波麥托克斯莊園 (Appomattox Manor)